# Chacé
Chacé è un comune francese di 1 274 abitanti situato nel dipartimento del Maine e Loira nella regione dei Paesi della Loira. Dal 1º gennaio 2019 è accorpato al nuovo comune di Bellevigne-les-Châteaux.

## Società

### Evoluzione demografica
Abitanti censiti